# Saint-Cyr-sur-Loire
Saint-Cyr-sur-Loire je severozahodno predmestje Toursa in občina v osrednjem francoskem departmaju Indre-et-Loire regije Center. Leta 2009 je naselje imelo 15.930 prebivalcev.

## Geografija
Kraj leži v pokrajini Touraine na desnem bregu reke Loare, 3 km od središča Toursa.

## Uprava
Saint-Cyr-sur-Loire je sedež istoimenskega kantona, vključenega v okrožje Tours.

## Zanimivosti
- cerkev sv. Julite, matere sv. Kirika, iz 12. in 13. stoletja, prenovljena v drugi polovici 19. stoletja,
- dvorec - mestna hiša la Perraudière iz 17. stoletja.

## Pobratena mesta
- Katrineholm (Södermanland, Švedska),
- Meinerzhagen (Severno Porenje - Vestfalija, Nemčija),
- Morfou (Ciper),
- Newark-on-Trent (Anglija, Združeno kraljestvo),
- Ptuj (Slovenija),
- Valls (Katalonija, Španija).